# 미주신경 아래신경절
미주신경 아래신경절(inferior ganglion of the vagus nerve, nodose ganglion) 또는 하신경절(下神經節)은 말초신경계의 감각신경절 중 하나이다. 미주신경이 머리뼈를 빠져나가는 구멍인 목정맥구멍 안에 위치하고 있다. 바로 위쪽에 있는 미주신경 위신경절보다 그 크기가 크다.

## 구조
미주신경 아래신경절의 신경세포는 거짓홑극신경세포로, 일반몸들신경섬유와 일반내장들신경섬유를 포함하여 감각신경 분포를 할 수 있도록 한다. 후두덮개의 미뢰에 분포하는 신경의 축삭은 고립로핵의 입쪽(rostral) 부분에 시냅스한다. 한편 일반 감각 정보를 전달하는 신경 축삭은 척수삼차신경핵에 시냅스한다. 대동맥토리, 대동맥활, 호흡계, 위장관계에 분포하는 신경의 축삭은 고립로핵 꼬리쪽 부분에 시냅스한다.

## 기능
미주신경 아래신경절의 신경세포는 후두덮개의 미뢰, 대동맥토리의 화학수용체, 대동맥활의 압력수용체에 분포한다. 또한 아래신경절에서 나온 다수의 신경세포가 심장, 호흡계, 위장관계, 그 외 방광과 같은 배의 장기들에 감각신경으로서 분포한다.

## 발생
아가미위(epibranchial) 기원판으로부터 미주신경 아래신경절의 신경세포가 발생한다.

## 같이 보기
- 거짓홑극신경세포 (pseudounipolar neuron)